# Погорелов, Семён Алексеевич
Семён Алексеевич Погорелов (15 февраля 1915, Новый Стародуб, Херсонская губерния — 21 февраля 1945, Польша) — лейтенант Рабоче-крестьянской Красной армии, участник Великой Отечественной войн, Герой Советского Союза (1945).

## Биография
Родился 15 февраля 1915 года в деревне Новый Стародуб. Окончил среднюю школу. В 1937 году Погорелов был призван на службу в Рабоче-крестьянскую Красную армию. С начала Великой Отечественной войны — на её фронтах. В 1943 году Погорелов окончил Саратовское танковое училище.
К январю 1945 года гвардии лейтенант Семён Погорелов командовал танком 49-й гвардейской танковой бригады 12-го гвардейского танкового корпуса 2-й гвардейской танковой армии 1-го Белорусского фронта. Отличился во время освобождения Польши. 16 января 1945 года экипаж Погорелова в числе первых на своём танке вошёл в город Сохачев и принял активное участие в его освобождении, нанеся противнику большие потери. Также активно участвовал в освобождении польских городов Любень-Куявский и Иновроцлав. 21 февраля 1945 года Погорелов погиб в бою.
Указом Президиума Верховного Совета СССР от 27 февраля 1945 года гвардии лейтенант Семён Погорелов посмертно был удостоен высокого звания Героя Советского Союза. Также был награждён орденами Ленина и Красной Звезды.